# 碇真嗣
碇真嗣（日语： Ikari Shinji ?，又譯碇真治）是日本動畫《新世纪福音战士》的主角，亦有在同名漫画版以及众多衍生作品中登场。原始动画系列由庵野秀明担任导演兼编剧，貞本義行负责角色造型设计以及漫画版，緒方惠美担任配音演员。
真嗣是一个14岁的少年，被父親碇源堂召唤到第3新東京市，驾驶巨大人型兵器EVA初號機，與不斷來襲的被称为“使徒”的神秘敵人戰鬥。他性格内向，不擅长与他人交流。年幼时失去母亲又被父亲遗弃，造成了他的心理创伤，而整個系列的故事可以視為是主角碇真嗣的成長故事。
1995年一经推出，真嗣便在公众和动画爱好者中广受欢迎并引发强烈共鸣，同时也是一个备受争议的角色。一些批评者指责他懦弱、自闭和消極；另一方面，角色的刻画和真实性以及所代表的现实意义則獲得肯定。

## 人物設定
碇真嗣一角由导演庵野秀明命名，「碇」在日语中的意思同錨，取自庵野秀明大學時代的朋友碇義彥；「真嗣」則是取自庵野秀明的好友樋口真嗣，也有「神之子」的意思。
庵野称：“無論是我故意顯露或是沒有覺察到的部分，真嗣都反映著我的人格特質。”副导演鶴卷和哉也称：“真嗣是参照导演庵野秀明作成的。真嗣被他的父亲召唤来驾驶机器人，而庵野被GAINAX召唤来导演动画。”
庵野把自身的一部分投影到角色，通过作品直面自身的心理问题：
|            | 主人公被设定为14岁的理由，是因为这是个“孩子以上、大人未满”的年纪。能靠自己一个人活下去，也能依附于他人而活。[...] 包含着这些理由，我认为14岁这一作为在精神上有独立可能的年龄，很适合这部作品的主题。 |
| ——庵野秀明 | |

碇真嗣（右）设计原型来自娜汀亞（左）

在起始阶段，庵野秀明的要求是“主角是个女孩子，她身边还要有个像教练一样的大姐姐型的人物”；所以负责角色设计的贞本义行在最初把主角设计成像明日香那样的女孩子，但在制作完《飛越巔峰》和《冒險少女娜汀亞》后，他对于再次把主角设定为女孩子有些抗拒，于是建议「既然是机器人动画，那就让男孩子做主角吧」。当时机器人题材的主角给人的印象都是热血汉子，为了与之形成对比，贞本义行在设计角色的时候融合了自己内在的恬静寡欲的部分，使碇真嗣呈现出另一种英雄的形象，像日本自古以来的英雄形象（牛若丸、日本武尊、一寸法师之类的）一样比较中性化。贞本义行所追求的是具有真实存在感的质朴的角色，所设计的服装也以简单朴素为主。最初画真嗣的头发，比现在要来得长一点，为了避免给人一种狂野的感觉，而把头发弄短一点使额头露出来，给人一种像男孩子的女孩的感觉。他的眼睛是以《冒險少女娜汀亞》女主角娜汀亞为基型完成的，因此，只要去掉睫毛、改变发型，两个人几乎可以说是完全一样。

### 配音
|                       | 真嗣是一个普通的男孩子，随处可见的普通的男孩子。当被放在不普通的状况中时......他会怎么做呢？他的心理和身体会怎样颤抖呢？我试图像往常演绎角色的时候一样去探寻，但我停下来了。然后决定沉浸在故事中。 |
| ——配音演员 - 緒方惠美 | |

在原版动画系列，真嗣这一角色由女性聲優緒方惠美配音。在《新世紀福音戰士劇場版》、《福音戰士新劇場版》系列电影以及系列衍生电子游戏中，真嗣一角也是由她配音。真嗣的生日设定为6月6日，与緒方惠美同一天。緒方表示，真嗣是她职业生涯中最难忘的角色之一。她也凭借成功地扮演真嗣而在动画迷乃至非动画迷中广为人知。但其实最初接到试音消息的时候，事务所考虑到日程紧张就先回绝了。不过，之后庵野秀明导演特地跑到《美少女战士》片场问她：「为什么不来试音」，并以「第一次试音没找到合适的人选，可以的话来试音吧」邀请她。为了演绎好这个角色，緒方付出了相当大的努力，由于过于投入，身心都受到影响。比如，给真嗣大叫的场景配音时，血压飙升并引发头痛；她看完第18话剧本时，感觉全身酸痛，从喉头到膨胀的心脏都发出「咻」的声响。在《福音戰士新劇場版：破》錄製结束的时候，庵野导演称赞了她的演出，感谢她多年来保持角色的感情不变。

## 人物故事
依作品设定，碇真嗣出生于2001年6月6日，是碇源堂與碇唯的獨生子。2004年，他被母亲带到Gehirn的研究所，然后亲眼目睹了母亲碇唯在实验当中消失的整个意外。事件发生后，碇源堂将真嗣交由他人照顾，于是两人分居十年以上。2015年，真嗣突然被他的父亲叫到第3新東京市；到达的当天，相隔15年后再度出现的使徒袭击了这座城市。为了应对迫在眉睫的威胁，特务机关NERV总司令、3年没有见面的父亲碇源堂命令真嗣驾驶一种名为Evangelion（简称：EVA）的巨大人型兵器，而当真嗣发现他自己被叫来的理由原来只是作一个工具时，对父亲的强烈不满使他一度拒绝驾驶。于是碇源堂转而叫綾波零驾驶；不过，当真嗣看到这个同龄少女身受重伤却仍欲出击的状况之后，真嗣终于下了决定、乘上EVA。作为EVA适格者、EVA驾驶员，真嗣被称为第三适格者、驾驶含有他母亲灵魂的EVA初號機。战斗结束后，真嗣在第3新东京市展开了新生活，不过父亲还是和他分开住；这时他的上司葛城美里见真嗣很孤独，于是提议一起生活并成为他的监护人，因此真嗣就住进了她家。
自从成为NERV一员、和葛城美里一起住之后，他渐渐产生了变化，也交到了朋友，如他的同学鈴原冬二和相田劍介，以及同是驾驶员的綾波零和惣流·明日香·蘭格雷。
经过多次战斗后，身边的人一个个离开，孤独的真嗣遇到了第五适格者渚薰，并对他打开心扉。然而，渚薰的真面目是最后的使徒，他的行为会导致人类灭亡。真嗣则带着被背叛的感觉，驾驶初号机追击，经过激烈的战斗，渚薰被初号机的手捕捉住。渚薰最终依自己所愿被杀死。
真嗣因为将薰杀死而十分苦恼、自责，他开始怀疑自己存在的价值和意义以及询问自己乘上EVA战斗的理由。人类补完计划发动，真嗣开始内心的补完。真嗣意识到现实世界拥有众多可能性，开始觉得自己过去拒绝的现实或许也没那么糟。这时候，真嗣的世界豁然开朗，大家都向真嗣祝福「恭喜你」。 在劇場版中，乘上EVA初號機的真嗣看到明日香的EVA貳號機被EVA量產機破坏后的残骸，因为恐惧、混乱、愤怒等负面感情而大叫。他的大叫唤回插在月球的朗基努斯之枪。之后，九体EVA量產機围绕并抓住他驾驶的初號機，开始人类补完的仪式。然而，真嗣最终拒绝了所有人合而为一的世界；在这之后，明日香作为真嗣期望他人存在的世界中最初的他人躺在他的身边。

## 人物性格

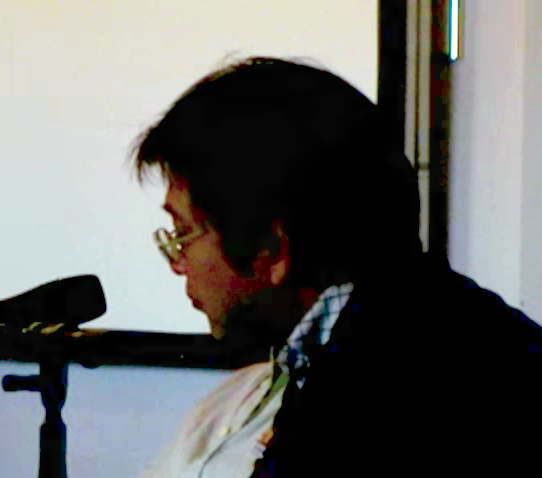
「對任何事都冷冷的、提不起幹勁，明明沒膽子自殺却又希望能自殺、對自己不在乎...我一開始就打算設計出給人這種輕浮感覺的角色。」
——角色设计 - 贞本义行

碇真嗣性格内向，常常在意他人的目光。拙于自我表达、不善与他人交流，因此屡次逃避问题、并且违反命令。他避免與他人接觸，以免傷害他人或是遭到他人傷害。在与他人的关系中，倾向于采取消极的态度，并且表现出自责性。即使是他的衣服不是自己要穿而是由别人挑选的，他也只是默默接受、乖乖地穿上。真嗣会拉大提琴，他的特质给人有大提琴的感觉。
真嗣與典型的英雄相去甚遠，他什么都不想做，既没有成长也没有变得自立。
尽管他是主角并承担重要战斗任务，但他却是极不情愿地去做，并展现出传统英雄不可能具有的恐惧和脆弱。真嗣的扮演者緒方惠美称：“真嗣并不是很动画风、反而是一个非常现实的角色，就好像是他突然进入了一个动画的世界。”
他天生谨慎和怀疑的性格导致他想知道即使感到痛苦、还得驾驶EVA的理由是什么。在系列的第一話，在父亲面前，他不断重复着“不能逃”，仿佛试图说服自己乘上EVA。在第二十話中，真嗣想起了母亲被杀死的那个实验，他逃离了那个实验现场，或许就是这件事使他强迫自己“不能逃”。緒方惠美覺得真嗣一直很鎮定，雖然有點冷漠，但是個有著堅定信念的堅強男孩。
庵野秀明形容真嗣有些躁郁，还有自闭倾向。他害怕与别人接触，认为自己的行为是无谓的，放弃让别人了解自己；自认自己遭到父亲遗弃，自己是个没有用的人。他的童年创伤使他在怀疑自己存在的价值、寻求存在理由中摸索成长。在最終两話中着重描写了真嗣的内心世界，真嗣开始审问自己一些心理学问题：“你最害怕什么”、“你为什么要驾驶EVA”，他承认害怕自己并且害怕他的父亲，觉得如果不驾驶EVA，自己就会毫无价值。对于真嗣来说，年幼時被父親遺棄催生了他的孤立感。被父亲叫到第3新東京市后，驾驶EVA初號機与使徒战斗，目的是寻求自己的归宿和获得他人的认可。
根据贞本义行的说法，“真嗣是一个存心不对别人抱持兴趣的人。并不是真的不对别人产生兴趣，而是自己刻意制作一个壳躲进去。”虽然父亲是他唯一的血亲，不过他对父亲却没有爱，只抱持着憎恨的情感。碇源堂是他儿子深刻内心冲突的根源。根据綾波零的配音演员林原惠的说法，真嗣担任EVA驾驶员出击的理由，其实他的心声是希望能赢得父亲的认同，赢得父亲的称赞。真嗣对他父亲的憎恨隐藏着更深层的认同欲望。

## 心理分析
刚转学到第3新东京市立第一中学，真嗣并不积极地与新同学交朋友。在谈论真嗣不想交朋友时，赤木律子引用了豪猪两难说（Porcupine's Dilemma），一个源自德国哲学家阿图尔·叔本华一篇寓言故事的心理学用语。与故事的豪猪一样，真嗣和美里一旦想要靠近对方，就会被彼此身上的刺所伤，可是即使如此，他们却还是互相寻求对方的温暖。
真嗣在人际交流中为避免自己受伤，自我防卫意识过剩，与他人的关系维持着互不受伤的距离。第四話的英语副标题是「Hedgehog's Dilemma」，使用的是“Hedgehog”（刺猬）而不是“Porcupine”（豪豬），略有差异的用词和作者对角色性格的精确塑造有关。遇敌时，豪豬会将棘刺抖动来进行威嚇，刺猬则将身体蜷缩成球状、将棘刺朝外来保护自己。即使会受到伤害，在完结篇劇場版中真嗣仍选择有他人存在的世界。
碇真嗣对作为母亲碇唯的克隆人——綾波零的感情表明他有恋母情结。在西格蒙德·弗洛伊德的精神分析中，恋母情结指的是年轻男孩与母亲发生性关系的欲望，并与自己的父亲争夺母亲的感情。从一开始，真嗣与父亲的关系非常紧张，而綾波零是他母亲的克隆人，这完全符合这种情况。庵野秀明坦言：
|  | 我用机器人这种形式进行了替换，真嗣真正的母亲是机器人，綾波零就是和他同龄的母亲。他原本的父亲也在。另一个父亲就是掌握全局的亚当。这种多重构造中的恋母情结。这就是我想做的。 |

该系列的最終話，故事完全在真嗣的内心世界展开，最后结束时的字幕「父亲，谢谢你」「母亲，再见」可以看出，恋母仇父的真嗣克服了这个心理矛盾，与父亲和解并且脱离母亲的怀抱。
初号机可以视作是他母亲的象征或替代。幼年时失去母亲对他造成的心理创伤，使他向周围女性寻求母性。在系列的开头，真嗣依靠初号机获得生存的手段，但随着成长，他似乎对这种依赖感到不满，同时又害怕离开它所提供的舒适和安全。也有认为，真嗣进入初号机就好比是弗洛伊德式的「回归子宫」，而他为摆脱EVA而进行的斗争是他步入成人的「成年禮」。
在系列第二十話，在初号机的插入栓中，真嗣被吞噬和同化，肉体与精神分离开来；变成只有精神存在的真嗣听到自己出生前后父亲与母亲的对话，知道了父母为自己的出生献上祝福，从而找到了回到现实生活的希望并取回自己的身体。此話的英语副标题为「WEAVING A STORY 2:oral stage」，「oral stage」翻译为口腔期，是弗洛伊德性心理發展的最初发展阶段。真嗣可以说是口腔期性格，特征是独立倾向较弱、往往依赖于他人。庵野秀明称：「真嗣就是现在的我。这么幼小的我只能表演一个十四岁的少年。无论怎么看，从精神分析学的角度讲的话就是口腔期。忧郁的口腔依存型。」
该系列的最終話中真嗣的内心旅程诠释了弗洛伊德的精神分析理论，根据其理论口腔期的幼儿会认为是有两个妈妈，所谓的「好妈妈」和「坏妈妈」。在剧中，真嗣看到了他人好的一面和负面的一面。就像是口腔期的幼儿，他们意识到二者是同时存在于一个人格内时，这才真正地认识到了他人。
对真嗣来说EVA是一种深刻的矛盾心理，就是精神分析中所谓的「乳房的分裂」这一心理上的过程，口腔期的幼儿会将抱着乳房的印象分割成「好乳房」和「坏乳房」。吞噬真嗣的EVA是「坏妈妈」，拯救他的碇唯是「好妈妈」。

## 角色分析

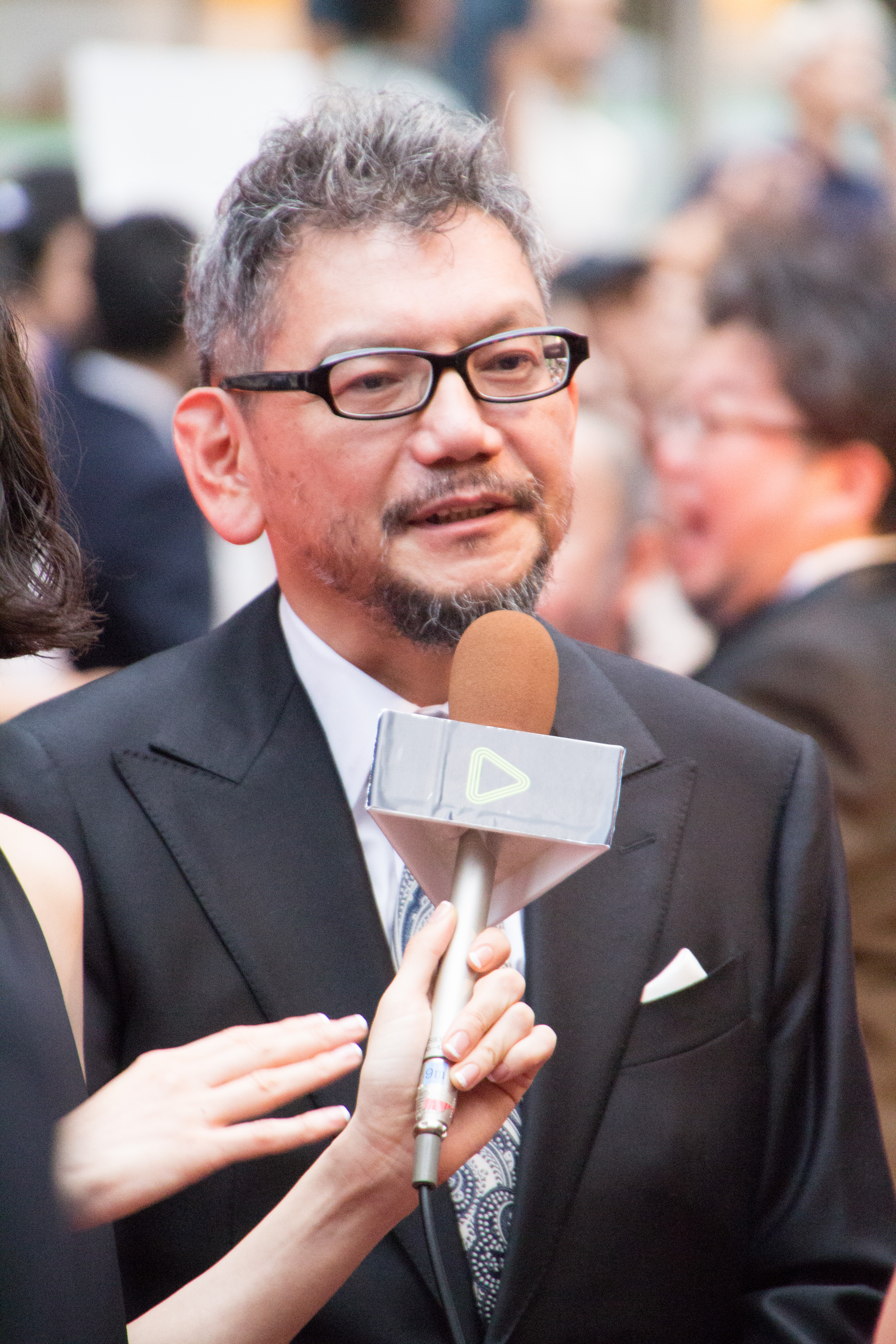
「真嗣长大的故事就是我自己长大的故事。」
——导演兼编剧 - 庵野秀明

根据IGN网站的评说，导演庵野秀明在制作过程中经历了严重的抑郁，然后他将自己所有的情感和绝望倾注到作品中，其中最能代表他的情感的角色便是真嗣。该系列的副导演鶴卷和哉透露他是往「真嗣的心境=庵野秀明的心境」这个方向去作的，在剧本会议总是说「真嗣说这样的话太像英雄了吧？庵野秀明并不是那么英雄」之类的。庵野秀明也称：「《新世纪福音战士》是在自己颓废了4年、逃避了4年之后，秉承着唯一的信念『不能逃避！』全心投入的作品。想要让自己的心情表现在作品中。」「真嗣长大的故事就是自己长大的故事。不是以前的庵野秀明而是制作当时的庵野秀明。」
碇真嗣被认为是御宅族的代表，他的拒绝以及害怕与别人沟通正好是御宅族经常面对的处境，庵野秀明以此对御宅意识进行批判。《蘋果日報》文章指，庵野「對碇真嗣的處境作了同情的理解和刻劃，但同時不認同碇真嗣的消極。」并试图通过作品「一步一步的引導作品和現實社會中的碇真嗣不要再封閉自我」。真嗣也被認為有社交恐懼症、迴避性人格障礙傾向。14岁的真嗣正处于青春期、面临埃里克森社会心理发展阶段的同一性危机（自我认同和角色混淆），摸索「我是谁？我应当怎样？我能成为什么？」
1990年代，日本经济受到重创，社会风气整体低迷不振。性格脆弱纤细、缺乏存在感、倾向自我逃避的碇真嗣正是那一代人的真实写照，所以才能产生强烈共鸣。《蘋果日報》文章指，「碇真嗣那種經常戴着耳機拒絕與外間接觸、對世界漠不關心的封閉內心描寫，跨國界地畫出平成年輕一代的鬱悶。」
個性內向的他相當畏懼與別人接觸，卻被迫不斷接受新的情報，象徵著承受極大壓力的現代人。真嗣最终拒绝融合为一体，接受丑陋、卑俗的自己，社会学者橋本努认为这正是自由主義的基礎，是日本社会发展的象徵。

## 其他登場作品
在电视动画的最终话中，有一段描写另一种可能性的世界，在这个世界中，真嗣是一个普通的中学生，有一个父母健在的幸福家庭；青梅竹馬的明日香会叫他一起上学，在去学校的路上还撞倒了转学生綾波零，而葛城美里是他的老师。相同的世界設定也有使用在《新世紀福音戰士：鋼鐵戀人2nd》。真嗣也有出现在各种衍生作品中，有的会出现很大的不同，如《新世紀福音戰士：碇真嗣育成計畫》中，明日香是他的青梅竹馬而身為遠親的綾波零要住在他們家。在《福音小戰士》中，角色都變成可愛的Q版人物，描寫在「NERV學園」里溫馨、逗趣的學園生活。《新世紀福音戰士 碇真嗣偵探日記》中，碇真嗣應「加持偵探事務所」所長加持先生的要求，和他的助手渚薰一起解決事件。《新世紀福音戰士：學園墮天錄》中，原本過著平凡生活的碇真嗣，由於撿到了「核」而獲得了「EVA」，使得真嗣的日常生活起了極大的改變，之后和同班同學綾波零、明日香以及渚薰一同與出現在他們面前的「使徒」戰鬥。

### 漫畫版
|                             | 庵野先生所思考的彆扭感覺是那種表面上雖然很帥氣，但暗地裏、内在之中却是彆扭執拗，就某種意義上來說，就像是現代的年輕人。而我的則是相反，内在十分恬靜、認真，但外在却是彆扭得不得了，有點小孩子氣的類型。 |
| ——漫畫／角色設計 - 貞本義行 | |

在貞本義行的漫畫版中，焦点更加集中在主角碇真嗣的心路历程上，漫畫版也被認為是一部被改寫成更符合「真嗣的成長故事」的作品。漫畫版的碇真嗣與動畫版中的個性有相當的差異。雖然有著同樣的過去也很内向、沒有自信並且感覺自己一無是處，仍然憎恨著抛棄自己的父親；不過相比原作，他經常會把笑容、憤怒等感情表現出來，甚至主動説出一些積極的話。 除了碇真嗣個性的改變之外，漫畫版更加強調真嗣與綾波零的互動、更鮮明地描寫綾波與真嗣相遇後的情感起伏。漫畫版也在真嗣與渚薰之間的關係作大幅度的改變。動畫版的真嗣對認可自己的渚薰毫不掩飾地表現出了仰慕之情。而在漫畫版中，真嗣一開始對缺乏人類情感的渚薰有著强烈的排斥心理，他也說過沒辦法喜歡渚薰這樣的人，對渚薰企圖侵入他的私人空間的行為而感到不知所措。渚薰在感受到綾波對真嗣的思念流入自己體内之後，開始追尋真嗣對他的感情。不過對於身邊的人一個個消失而絕望的真嗣來説，他心想著絕對不再要任何朋友，但還是被渚薰所吸引。最終真嗣接受身为使徒的渚薰的瞬間，成了兩人永別的時刻。

### 新劇場版
《福音戰士新劇場版》系列是以新技术将《新世纪福音战士》系列再構築为四部动画电影，虽然前期与原作有着相同的故事，但却走向全新的结局。其中碇真嗣也带有些许变化，真嗣被认为比电视版更加积极主动，渴望成长并且变得更加自信。尽管仍然怨恨他的父亲抛弃他，但在美里和綾波的推动下开始尝试与父亲接触。导演鶴卷和哉认为并不是真嗣的性格发生了改变，而是刚好处于那个时机，情况不同而已。在系列第3作《福音戰士新劇場版：Q》中，碇真嗣已經28歲，卻因EVA的詛咒而令他保持14歲外貌。他在被封印14年之后醒来时，美里等人的态度却不同于以前，对他异常冷淡，令他受到仿佛罪人般的对待。之后得知自己的行动导致这个星球不再适合人类居住并且没有拯救任何人，于是精神崩溃。而给他带来慰藉的则是逐渐成为朋友的渚薰，渚薰为他提供了重新开始并弥补过错的机会，但最终渚薰死去、行动被否定，再次崩溃的真嗣被明日香牵引着向前行进。
《新·福音戰士劇場版𝄇》中，在第三村遇見昔日同伴鈴原東治、洞木光和相田劍介等人，但此時的真嗣已經失去了生活的動力，最後因為凌波零（暫稱）知道大家對自己的喜歡而不再逃避，在第三村的相處下，漸漸振作起來，在南極決戰中，向美里表示自己回想加持所種的西瓜田的味道，決定了斷父親所造成的一切禍害，因此重新駕駛初號機，並達到正無窮大的同步率，成為全系列所有適格者中史上最高同步率。在與由碇源堂控制的第13號機最終對決後獲得人類補完計劃主導權，引致所有新劇場版中登場的EVA全數滅亡而且不留任何痕跡，並說出：「再見了，所有的福音戰士」，成功創造沒有任何EVA的世界。EVA滅亡後EVA的詛咒隨即解除，碇真嗣也真正長大成28歲的成年人。

## 反应

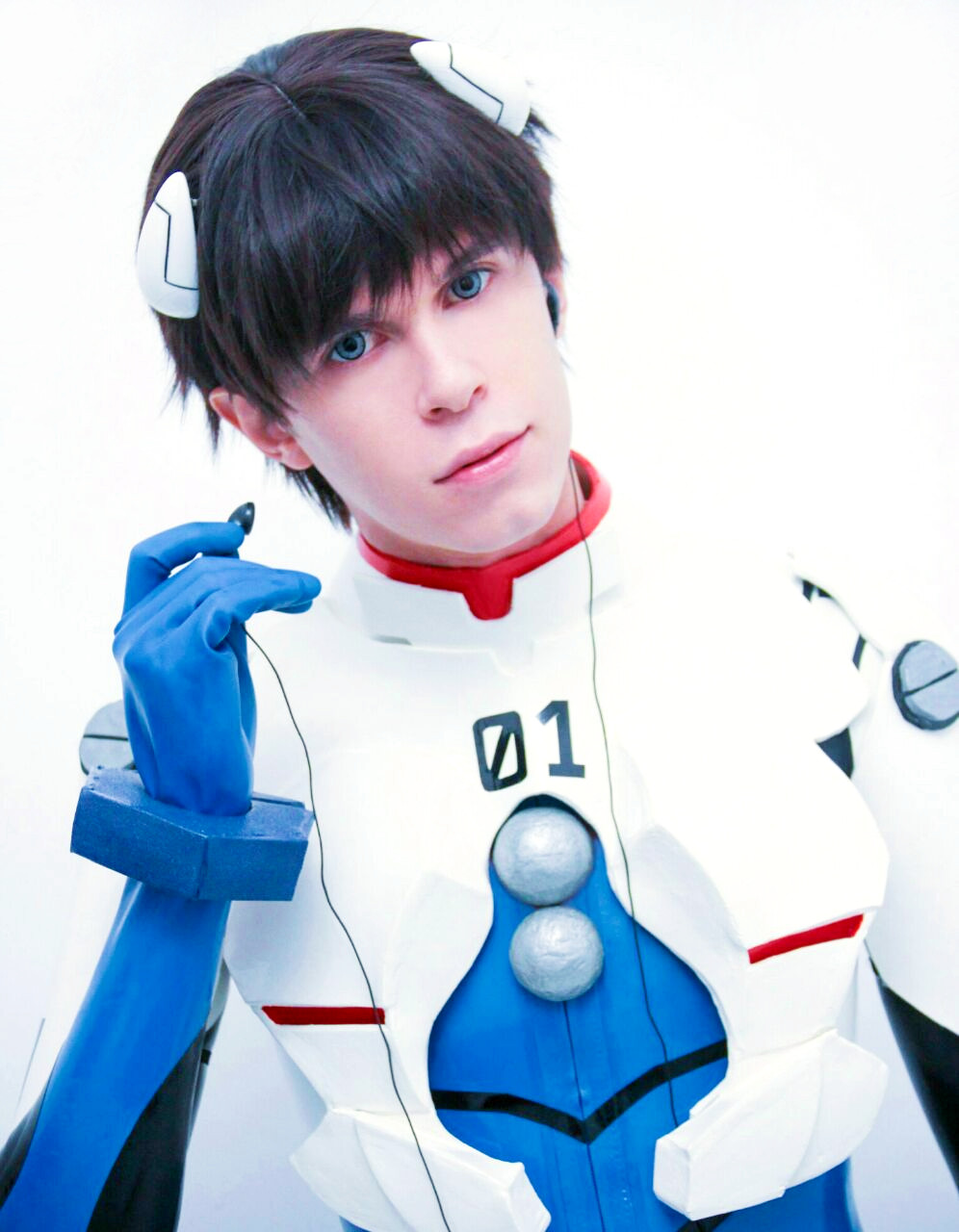
扮装成碇真嗣的Cosplayer

在日本动画杂志《Animage》的「Anime Grand Prix」年度调查投票中，碇真嗣在1995年度男性角色榜中排名第二；在之后两年的排名中均获得第一；并且在1997年的投票中获得1200多票，是第二名的两倍多。
依朝日電視台的调查，真嗣在2002年最受欢迎的100个动画角色中位列第77名、在2007年的动画男主角排名中排名第25。2014年富士電視台对在日外国人进行的一项调查显示，真嗣在「向往的动画男主角」排行榜中排在第7名。
日本动画杂志《月刊Newtype》也有关于动画角色的人气投票，在该杂志的人气男性动画角色月度排名中，真嗣多次成功夺得榜首。在2009年8月和9月，他名列第3和第1。同年10月，排在第3位，是该作最受欢迎的男性角色。次年3月，将他评为1990年代最受欢迎的男性角色。《Animage》杂志也提供了动画角色人气调查，其中真嗣在1996年8月排在第6、1998年7月排在第11。
2012年，富士电视台询问了约14000名观众，关于他们的最佳动画男主角，这一次，碇真嗣所获票数排在第20位。2016年，在日本動漫投票網站「charapedia」公佈的萬人票選動漫界「最強機器人駕駛員排名」中，真嗣排名第14；同年動畫新聞網进行的类似调查中，他获得了第13名。

## 评价
角色的刻画和真实性获得评论家的普遍好评。美国作家兼评论家苏珊·纳皮尔认为，真嗣可以当选为心理最复杂的男性角色。
《Unreality Mag》的尼克·沃博恩（Nick Verboon）表示，真嗣是日本动画史上最微妙、最受欢迎、最能共情的角色之一；尽管真嗣是个该挨揍的爱哭鬼，但他代表我们倾向于放弃和抛弃个人责任的部分。《Anime Invasion》杂志的詹·孔蒂诺（Jen Contino）称赞了角色的刻画，并把真嗣排在最佳动画角色中的第九位。
動畫新聞網的塞隆·马丁（Theron Martin）在评论电影《福音戰士新劇場版：序》时称赞了角色的可信度。
真嗣是最具争议的动画角色之一。观众要么与他充满荷尔蒙的、压抑的青少年焦虑共鸣，要么厌恶他那不负责任的自怨自艾。在2013年，動畫新聞網因此列其为“七大爱哭鬼英雄”之首。Anime Critic的皮特·哈科夫（Pete Harcoff）对《新世纪福音战士》给予积极评价，但对碇真嗣的性格持负面看法，称真嗣是如此地懦弱以至于令人失望。THEM动画评论网的评论员也突出批评真嗣总是一副垂头丧气、自怨自艾的样子。
他經常被形容是不幸的、懦弱的、消极的、幼稚的，緒方惠美認為「部分粉絲可能沒辦法發現他的人格魅力。的確，他不是一個那麼‘英雄’的英雄；不過，這就是為什麼他如此的自然和‘正常’」。
IGN网站于2009年将碇真嗣选为「25个经典日本动画角色」之一，编辑克里斯·麦肯齐（Chris Mackenzie）评论说，IGN工作人员非常爱他「不是因为他是什么样，而是因为他可能是什么样」。2014年又将其评为最伟大的日本动画角色，并称他可能是日本动画史上情感最真实的角色，解说道：「这个角色被观众讨厌，因为他被认为是一个胆小鬼，但哪个14岁的孩子不是这样？」评论还说，「真嗣是一个挑战观众的角色，因为他展现给我们的不是一个我们所幻想的英雄。他是可悲的，但这造就了他的伟大。」

## 文化影响

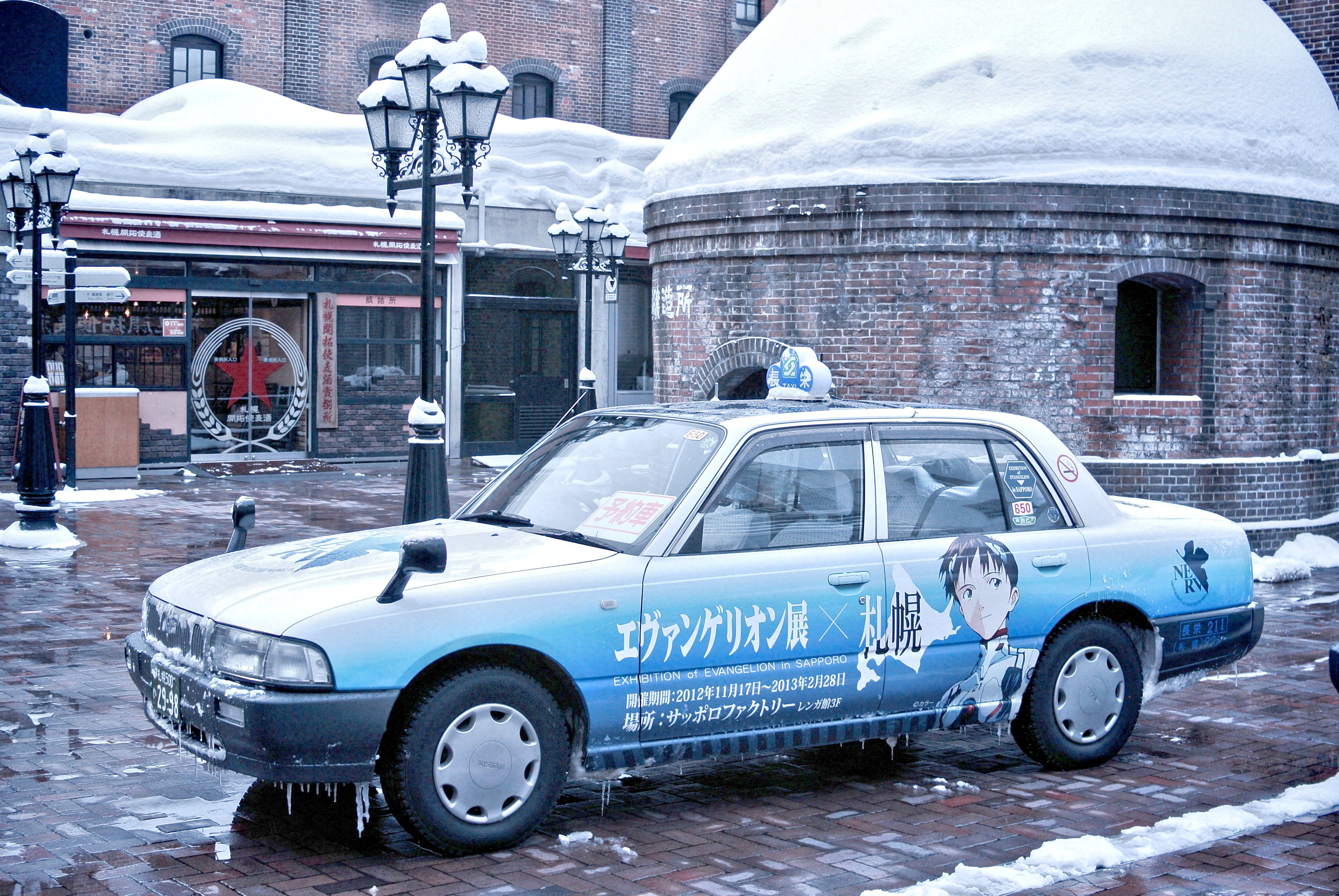
饰有碇真嗣形象的出租车

《罪惡王冠》的制作主任大山良，将该动画系列的主角樱满集与碇真嗣进行了比较，「他们都活在自己的世界里，没有从这个世界出来」，并且认为樱满集像是2011年版真嗣，但真嗣更加被动。演员阿萨·巴特菲尔德也发表了类似的评论，他觉得他在电影《安德的游戏》中所扮演的主角安德·维京，与真嗣有共同之处，都脱离一般世界、并与未知的敌人战斗。
英国乐队Fightstar在其专辑《One Day Son, This Will All Be Yours》中有一首名为「Shinji Ikari」的歌曲，以向其致敬。在电影《金剛：骷髏島》中有一个名为「碇軍平」的軍人，其姓氏即取自碇真嗣。在日本电视剧中，女主的前男友的名字取自真嗣，不仅于此，男主作为不擅沟通导致未能恋爱的宅男代表、是典型的碇真嗣化身，真嗣童贞未熟、自我意识过剩的形象被认为是引用的原因。电影《我的機械人女友》的男主角被认为是碇真嗣的化身，与表面不同，其实他们反而正是拥有巨大破坏潜力的人。
碇真嗣的经典台词「不能逃避」（逃げちゃダメだ）也广为传播、成为大家的口头禅。

## 商业销售
许多周边商品也陆续推出，有人物写真集、手办模型、服饰、内衣、挂件、香水等。与岛根县宍道湖特产蜆湯合作的即沖蜆湯湯包，包装以宍道湖的照片为背景、绘制有凝视远方般表情的碇真嗣，该商品在当地举办的「EVA展」上销售，由于非常受欢迎而追加了生产订单，在日本網路上也形成话题。
由于商业合作，碇真嗣在各种游戏中也有客串登场过，如《LINE Rangers 銀河特攻隊》、《怪物彈珠》、《熱情傳奇》、《龍族拼圖》、《魔物獵人FrontierG》、《Hortensia SAGA 蒼之騎士團》、《神域召喚》。另外也有参演超級機器人大戰系列多部作品。在动画《新幹線戰士》的福音战士联动回第31话中，碇真嗣作为「500 TYPE EVA」驾驶员登场，再之後的劇場版《劇場版新幹線戰士：來自未來的神速ALFA-X》以及電視動畫第2期《新幹線戰士Z》的福音战士联动回第21话中亦有登場。